# República Autónoma Socialista Soviética de Buriatia
La República Autónoma Socialista Soviética de Buriatia (en ruso: Бурятская Автономная Советская Социалистическая Республика, romanizado: Buriatskaya Avtonomnaya Sovietskaya Sotsialistitcheskaya Respublika; en buriato: Буряадай Автономито Совет Социалис Республика), fue una república autónoma de la antigua Unión Soviética dentro de la República Socialista Federativa Soviética de Rusia.

## Historia
En 1923, la república fue creada bajo el nombre de República Autónoma Socialista Soviética de Buriato-Mongolia (en ruso: Бурято-Монгольская Автономная Социалистическая Советская Республика).
En mayo de 1929, el comité central del partido decretó que la agricultura buriata experimentaría la "reorganización socialista", la resistencia buriata a la política colectivista fue feroz, y los pastores buriatos sacrificaron su ganado en lugar de permitir que fuera confiscado. Sin embargo, los medios de vida tradicionales fueron alterados por la fuerza bajo la política soviética. Los nómadas fueron reasentados por la fuerza en granjas colectivistas de ganado vacuno y ovino, los tramperos fueron obligados a criar marta en cautiverio y los cazadores buriatos fueron obligados a vivir en "estaciones de caza" aprobadas por el Partido.
En la década de 1930, Buriato-Mongolia fue uno de los sitios de estudios soviéticos destinados a refutar las teorías raciales nazis. Entre otras cosas, los médicos soviéticos estudiaron los "niveles de resistencia y fatiga" de los trabajadores rusos, buriato-mongoles y ruso-buriato-mongoles para demostrar que los tres grupos eran igualmente capaces. En 1958, el término «Mongolia» fue retirado del nombre oficial de la república, como resultado de los intentos de Mao Zedong de expandir la influencia de China entre los pueblos mongoles.
La RASS de Buriatia declaró su soberanía en 1990 y tomó el nombre de república de Buriatia en 1992. No obstante, quedó como una república autónoma al seno de la Federación de Rusia.